# Szpital miejski przy ul. Szkolnej w Poznaniu

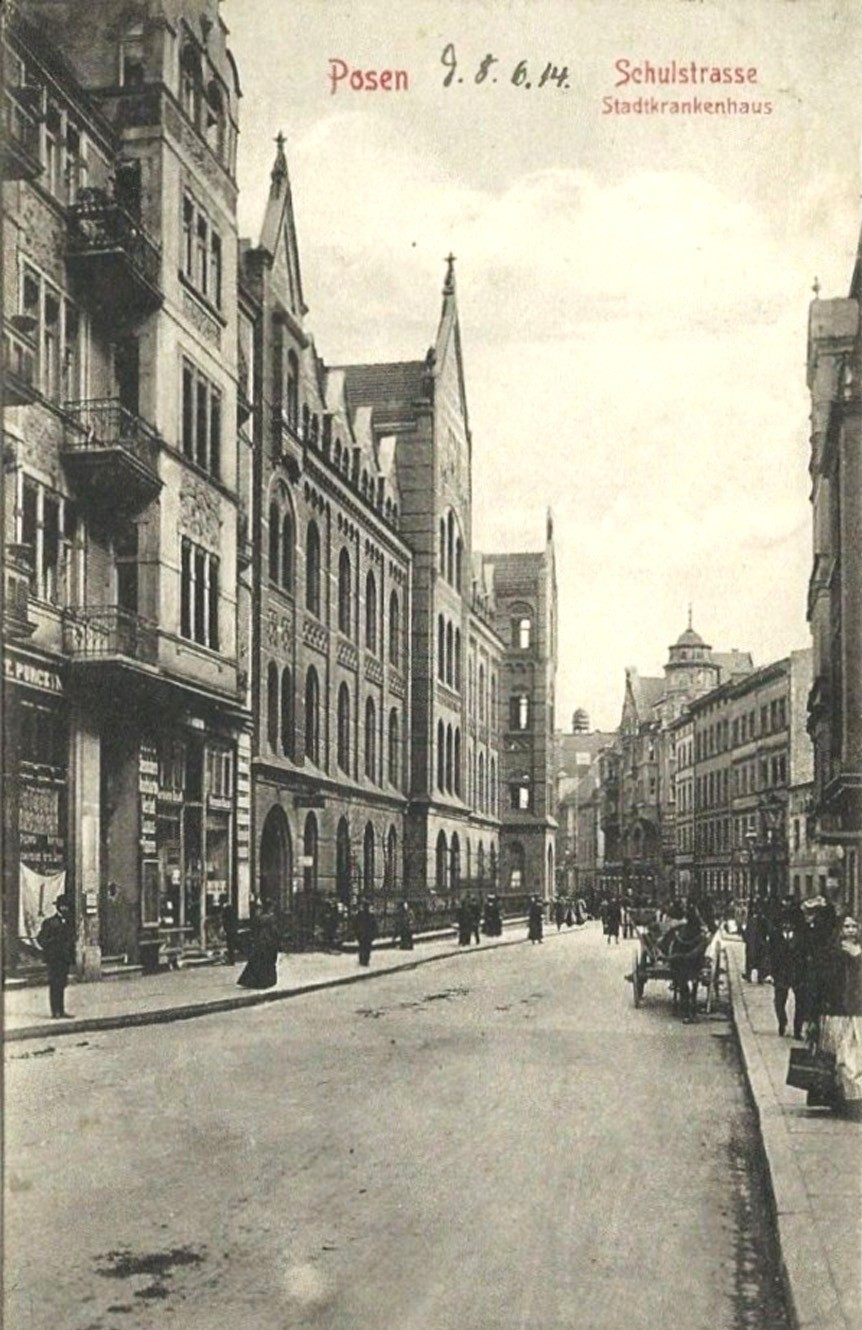
Budynek (drugi po lewej) szpitala miejskiego w 1914 roku (widok od strony ul. Podgórnej, widoczna część zbudowana w latach 1898–1902)

Szpital miejski przy ul. Szkolnej w Poznaniu – zabudowania zlikwidowanego (ostatni oddział w 2017 roku) szpitala miejskiego przy ul. Szkolnej na obszarze ograniczonym ulicami Szkolną, Kozią i Podgórną, usytuowane częściowo na obszarze Starego Miasta w Poznaniu i częściowo Centrum Poznania. Przed zakończeniem funkcjonowania Wielospecjalistyczny Szpital Miejski im. Józefa Strusia z Zakładem Opiekuńczo Leczniczym.

## Historia
W 1854 roku dokonano adaptacji do celów szpitalnych skrzydła budynku klasztornego zakonu Karmelitanek przy ul. Szkolnej (pierwotnie ul. Psiej) stojącego od strony podwórza, pochodzącego z lat 70. XVII wieku, rozbudowując go o trzy nowe kondygnacje. Rozbudowę szpitala rozpoczęto na przełomie lat 70. i 80. XIX wieku poddając rozbiórce część kościoła i oficyn klasztornych. Budowę nowego gmachu szpitala ulokowanego od strony ul. Szkolnej wg projektu stworzonego w latach 1874–1875 przez miejskiego radcę budowlanego Cäsara Stenzla rozpoczęto w 1878 roku pod nadzorem miejskiego architekta Heinricha Grüdera. Ukończenie budowy budynku mieszczącego 30 sal chorych z 195 łóżkami nastąpiło w 1881 roku. Następna rozbudowa miała miejsce w latach 1898–1902. Dobudowano kolejną część gmachu szpitala wzdłuż nowo wytyczonej ulicy Szkolnej, przedłużonej poza obręb zlikwidowanych pozostałości murów miejskich. Prace prowadzono na podstawie projektu z 1893 roku wykonanego przez Heinricha Grüdera, zyskując miejsce na umieszczenie następnych 40 łóżek dla chorych. Równocześnie rozbudowano starszą część budynku nadbudowując ją ceglanymi szczytami. 
Na początku XX wieku wykupiono (pochodzącą z 1861 roku) willę rodziny Cegielskich z otaczającym ją ogrodem, znajdującą się na terenie przyszpitalnym, adaptując ją na oddział chorób zakaźnych, a ogród przekształcając w park przyszpitalny. Przed wybuchem I wojny światowej szpital miał do dyspozycji ponad 600 łóżek na oddziałach: chirurgicznym, wewnętrznym, skórno-wenerycznym, chorób dziecięcych i dla umysłowo chorych. W końcu lat 30. XX wieku szpital miejski posiadał 748 łóżek dla pacjentów.
W czasie okupacji szpital przejął w użytkowanie kamienicę przy ul. Podgórnej 11 (z 1883 roku), a także kamienicę pod nr 13 przy tej samej ulicy, wybudowaną w 1905 roku dla Roberta Bandmanna. Dla celów szpitalnych wykorzystano także kamienice wybudowane w latach 1884–1885 do rodziny Steinkenów przy ul. Podgórnej pod nr 7 (przejęcie przez szpital w 1911 roku) i nr 9 (przejęta na potrzeby szpitala po II wojnie światowej). 
W wyniku działań wojennych na początku 1945 roku zabudowania szpitalne zostały zniszczone w 65%. W 1945 roku uruchomiono oddział dermatologiczny. W 1949 roku rozpoczął działalność oddział chirurgii torakalnej, uruchomiony w willi Hipolita Cegielskiego. Następnie powstały oddziały urologiczny i neurologiczno-psychiatryczny. W 1951 roku powstał oddział oczny, a w latach 60. XX wieku utworzono oddziały: rehabilitacji i obserwacji, dermatologii dziecięcej, kardiologiczny i reumatologiczny. Przed likwidacją szpital miejski posiadał 11 oddziałów szpitalnych.
Na terenie poszpitalnym i zabudowaniach dawnego szpitala ma powstać kompleks tzw. centrum senioralnego. Planowane jest odrestaurowanie dawnego skrzydła klasztoru, willi Hipolita Cegielskiego oraz pozostałości tzw. Baszty Armatniej.

## Baszta Armatnia
Na dziedzińcu szpitalnym znajdują się pozostałości bastionu obronnego przedpola Bramy Wrocławskiej, nazywanego Basztą Armatnią. Baszta została rozebrana przez Niemców w 1940 roku.